# Queratina tipo II
As Queratinas tipo II (ou citoqueratina tipo II) constituem os filamentos intermédios do tipo II do citoesqueleto intracitoplasmático, que está presente em todas as células epiteliais dos mamíferos. As citoqueratinas tipo II consistem em proteínas de alto peso molecular, básicas ou neutras, que in vivo estão organizadas em pares de cadeias queratínicas heterotípicas de tipo I e II, co-expressadas durante a diferenciação de tecidos epiteliais simples ou estratificados.
As citoqueratinas tipo II estão codificadas no cromossoma 12q e compreendem: CK1, CK2, CK3, CK4, CK5, CK6, CK7 e CK8. 
O seu peso molecular varia entre 52 kDa (CK8) até 67 kDa (CK18).